# Línea Madrid-Ciudad Real
La línea Madrid-Ciudad Real fue una línea férrea española que estuvo operativa entre 1879 y 1988. El trazado era de ancho ibérico, poseía una longitud de unos 175 kilómetros y permitía el enlace ferroviario directo de Madrid con Ciudad Real. En la actualidad la línea se encuentra desmantelada en su práctica totalidad, con excepción de los tramos Madrid-Parla y Villaseca de la Sagra-Algodor, que se mantienen operativos como líneas independientes.
Fue construida por la Compañía de los Caminos de Hierro de Ciudad Real a Badajoz (CRB) entre 1876 y 1879. Una vez entró en servicio este ferrocarril acabaría integrándose junto a la ya existente línea Ciudad Real-Badajoz para dar lugar a un único trazado bajo un mismo kilometraje, la denominada línea Madrid-Badajoz. Durante la mayor parte de su existencia prestó servicio con la compañía MZA y, posteriormente, con RENFE. El trazado se mantuvo operativo hasta 1988, cuando fue clausurado en su mayor parte debido al inicio de los trabajos para la construcción de la línea de alta velocidad Madrid-Sevilla. 

## Historia

### Construcción y primeros años

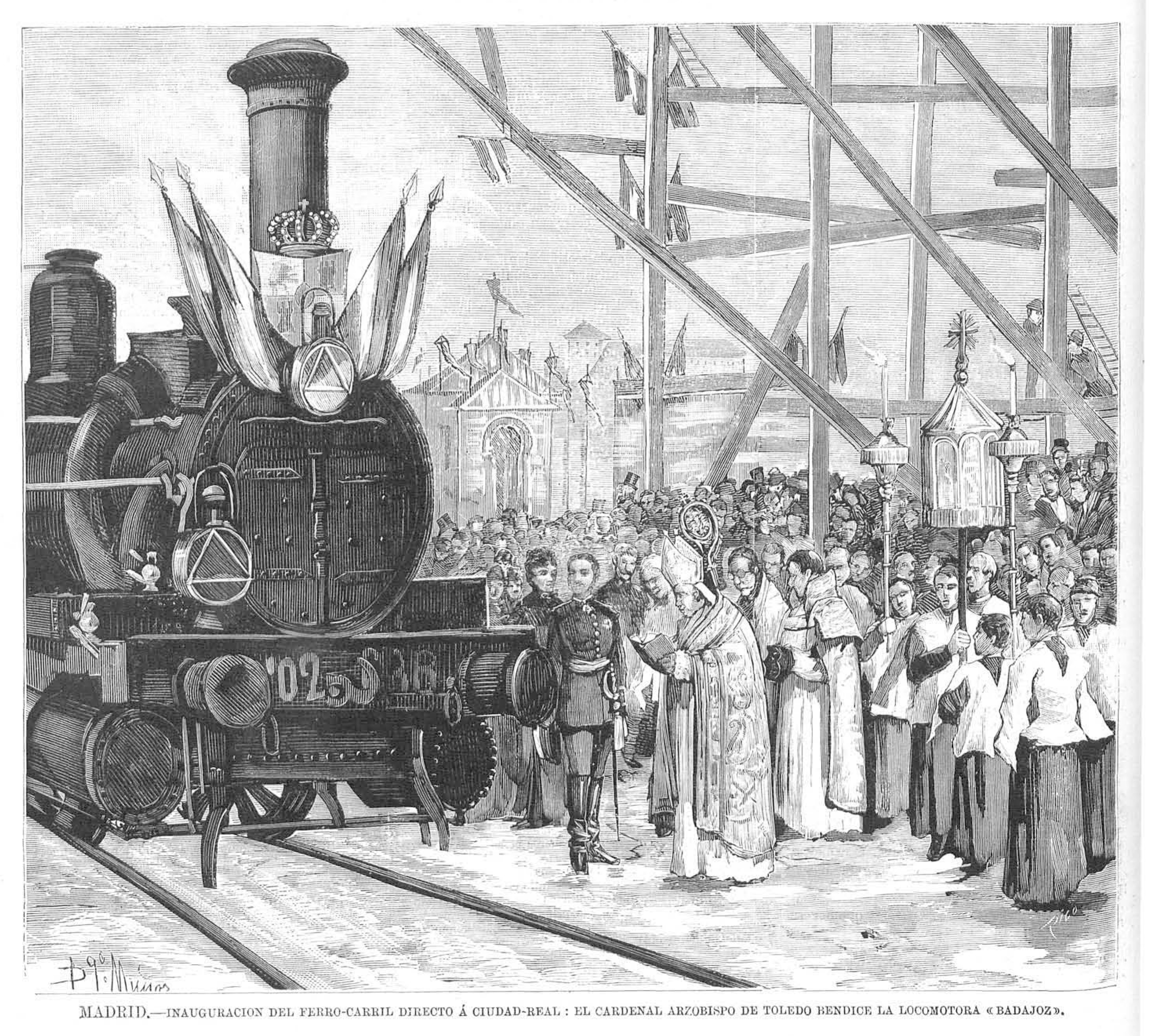
Inauguración del ferrocarril directo a Ciudad Real en la estación de Delicias, por entonces en construcción. El arzobispo de Toledo bendice la locomotora «Badajoz» (La Ilustración Española y Americana, 1879).

En 1861 se constituyó la Compañía de los Caminos de Hierro de Ciudad Real a Badajoz (CRB), que nacía con el fin de construir un ferrocarril que uniera Ciudad Real con Badajoz. Hasta entonces la principal conexión ferroviaria de la capital con La Mancha había sido la línea Madrid-Alicante de la Compañía de los Ferrocarriles de Madrid a Zaragoza y Alicante (MZA), que también controlaba la línea Manzanares-Ciudad Real. En 1876 la CRB obtuvo la concesión para construir un ferrocarril entre Madrid y Ciudad Real, realizándose los trabajos con relativa rapidez debido al hecho de que las obras no encontraron grandes obstáculos geográficos. La línea sería completada e inaugurada finalmente en 1879. La inauguración oficial se produjo el 3 de febrero, pero no sería hasta el 1 de mayo del mismo año en que se abrió al tráfico de pasajeros. No obstante, debido a la mala situación económica de la CRB, en 1880 la línea pasó a ser propiedad de la compañía MZA.
En Madrid la CRB había construido unas nuevas instalaciones para acoger la cabecera de la línea, la estación de Madrid-Delicias, inaugurada en 1880. Sin embargo, ese mismo año pasaría a manos de MZA cuando esta se hizo con el control de la CRB. Dado que ya disponía de la estación de Atocha, MZA terminaría vendiendo Madrid-Delicias a la Compañía de los Ferrocarriles de Madrid a Cáceres y Portugal (MCP) en 1883. No obstante, los trenes a Ciudad Real continuaron saliendo de los andenes de Delicias hasta que finalizaron las obras de remodelación de Atocha en diciembre de 1892, siendo esta estación donde se fijó la cabecera de la línea. Por su parte, en Ciudad Real la CRB había construido la conocida como Estación Nueva, que tuvo un carácter pasante, pues la vía continuaba su recorrido y se unía con la línea Ciudad Real-Badajoz a través del Empalme de Torrubia, situado en el punto kilométrico 173,5. Sin embargo, desde 1880 la compañía MZA dispuso de una estación en la capital ciudadrealeña, por lo que el tráfico se terminaría redirigiendo a esta y la Estación Nueva acabó perdiendo su utilidad original.

### Explotación y evolución
La línea Madrid-Ciudad Real era empleada principalmente por aquellos servicios ferroviarios que unían la capital con La Mancha y Extremadura. Ello se debía a que en Ciudad Real la línea enlazaba con otros trazados de MZA, como eran las líneas Ciudad Real-Badajoz o Manzanares-Ciudad Real. En sus primeros tiempos la línea gozó de la categoría de ferrocarril internacional, pues unía Madrid con Portugal vía Badajoz. No obstante, tras la inauguración de la línea Madrid-Lisboa en 1880, paulatinamente fue perdiendo ese carácter «internacional» hasta limitarse al tráfico de trenes de ámbito regional.
En torno a la estación de Algodor se articuló un importante nudo ferroviario por ser el punto de encuentro entre las líneas Madrid-Ciudad Real y Castillejo-Toledo. Esto permitió conectar Madrid con Toledo de una forma más directa que como se había hecho hasta entonces por el trazado tradicional. Además, a través de esta última línea se podían realizar conexiones desde Algodor con la Meseta y Levante mediante la línea Madrid-Alicante. Durante la década de 1920 entró en servicio un ramal —cuya bifurcación se encontraba cerca de la estación de Villaseca y Mocejón— que permitía el enlace con la línea Madrid-Cáceres. En 1935 se construyó una nueva variante ferroviaria al este de Ciudad Real, por lo que se terminaría levantando el trazado original entre los puntos kilométricos 167 y 172, al tiempo que la histórica Estación Nueva quedó definitivamente fuera de servicio. El kilometraje de la línea se vio modificado como consecuencia de las obras, al sumar dos kilómetros más. 
Durante la Guerra Civil la mayor parte del trazado quedó situado en la zona republicana, aunque esta se vio interceptada por las fuerzas franquistas entre Parla y Villaseca-Mocejón.

### La etapa de RENFE
En 1941, con la nacionalización de toda la red ferroviaria de ancho ibérico, la titularidad de las infraestructuras pasó a manos de la recién creada RENFE. Los años de la posguerra marcaron la decadencia del trazado Madrid-Ciudad Real como ruta internacional, especialmente tras el inicio en 1943 del servicio «Lusitania Express» entre Madrid y Lisboa a través de la línea Madrid-Valencia de Alcántara. Por el contrario, proliferaron los servicios Madrid-Badajoz, Madrid-Toledo, Madrid-Puertollano, etc. El tráfico de mercancías y los servicios Ómnibus también tuvieron una presencia importante.
En diciembre de 1970 se inauguró en el municipio de Pinto un cargadero industrial de Repsol-Butano, adscrito a esta línea. Entre 1967 y 1971 un buen número de estaciones de la línea fueron reclasificadas como apeaderos sin personal o, incluso, cerradas debido al bajo tráfico de pasajeros que tenían. También por esa época empezó a generalizarse el uso de la tracción diésel en esta línea en detrimento de la tracción vapor, que hasta entonces había sido predominante. Así las cosas, en mayo de 1975 se clausuró el depósito de locomotoras de vapor adscrito a la estación de Ciudad Real. Ello coincidió con la electrificación parcial de las instalaciones de Ciudad Real, en tanto que se había electrificado el tramo Ciudad Real-Puertollano y la línea Manzanares-Ciudad Real.

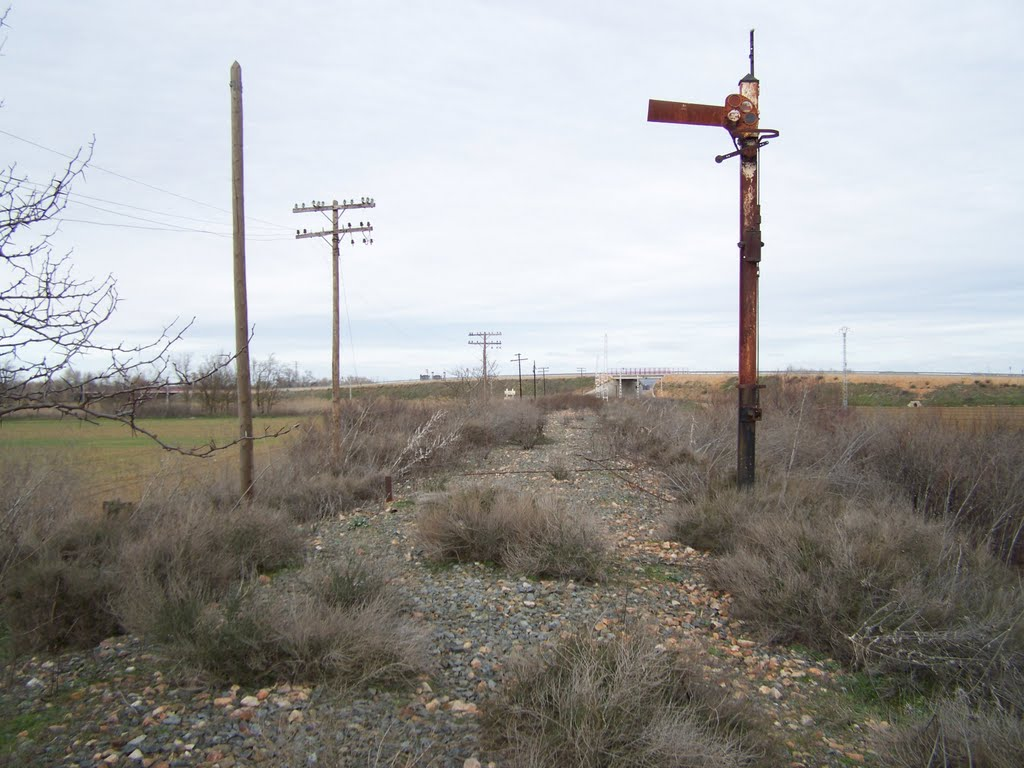
Tramo desmantelado de la antigua línea de Madrid-Ciudad Real.

A comienzos de la década de 1980, RENFE acometió la modernización del inicio de la línea. Entre 1979 y 1981 el tramo comprendido entre las estaciones de Madrid-Atocha y Parla fue electrificado de cara a la puesta en marcha de la línea C-4 de Cercanías Madrid con los automotores eléctricos de Serie 440 de Renfe. Además, se duplicó la vía en esta misma sección, con el fin de permitir la circulación de una mayor tráfico ferroviario debido al aumento de población en la zona sur de Madrid. El resto del trazado no sufrió modificaciones significativas, con excepción de la apertura de dos nuevos apeaderos: Los Cisneros (1983) y Las Margaritas (1987).

### Clausura
El 10 de enero de 1988 se efectuaron los últimos servicios del tramo de Parla-Ciudad Real, debido al inicio de los trabajos para la construcción de la línea de alta velocidad Madrid-Sevilla. Si bien en un principio se planteó que el llamado Nuevo Acceso Ferroviario a Andalucía se realizara sobre una mejora de la línea existente Madrid-Ciudad Real de ancho ibérico, finalmente se decidió que emplearía el ancho de vía europeo. Esto supuso que se terminase descartando la opción de reformar la línea Madrid-Ciudad Real. Todos los servicios que tenían destino Extremadura y Portugal, fueron sustituidos por los prestados por las líneas Madrid-Talavera de la Reina-Cáceres-Mérida-Badajoz y Alcázar de San Juan-Daimiel-Ciudad Real-Badajoz. El 11 de enero de 1988 se clasuró definitivamente la sección comprendida entre Parla y Ciudad Real, con excepción del tramo entre Villaseca-Mocejón y Algodor, que se mantuvo en servicio. La mayor parte de dicho trazado fue desmantelado.

## Trazado y características
Se trataba de una línea férrea convencional, en ancho ibérico y vía única, que tenía una longitud de 175 kilómetros. Aunque a lo largo de su existencia el trazado no estuvo electrificado, durante sus últimos años se llegó a electrificar el tramo Madrid-Parla, procediéndose así mismo a una duplicación de la vía. La línea se asentaba sobre un terreno eminentemente llano, si bien contaba con una serie de puentes para salvar obstáculos geográficos. De estos, los de mayor importancia eran los que cruzaban los ríos Manzanares, Tajo, Algodor y Guadiana.